# Македонський націоналізм
Македо́нський націоналі́зм (мак. Македонски национализам, вимовляється [Makɛdonski nat͡sionalizam]; македоні́зм) — ідеологія, якою керуються представники інтелектуальної еліти та деяких політичних сил Північної Македонії, базовим принципом якої є визнання власної нації як найвищої цінності, підкреслення своєрідності македонців як етнодержавного феномену. В грецьких, болгарських та ін. джерелах вважається державною політичною доктриною Північної Македонії.

## Витоки
На відміну від інших національних спільнот Балкан, македонська нація сформувалася доволі пізно — в середині ХХ ст. У середні віки землі, що складали слов'яномовну Македонію почергово входили до національних державних утворень болгар і сербів, Османської імперії. В силу ряду історичних умов (насамперед, відсутності державності) у центральній частині південних Балкан населення було етнічно недиференційоване, ще в ХІХ ст. тут не склалося чіткої етнічноюї свідомості, мова місцевих мешканців була представлена рядом діалектів, близьких до болгарської.
Напевно, першою публікацією, в якій згадується окрема македонська національна ідентифікація була стаття Петко Славейкова «Македонське питання» (1871). У статті автор говорить про різне церковне підпорядкування болгар і македонців, а також відмінність македонських говорів від східноболгарської норми.
На початку ХХ ст. формується культурно-політична концепція «македонізму», згідно якої існує окремий народ македонців зі своєю мовою. Біля витоків цієї концепції стояв Крсте Петков Місірков — македоно-болгарський філолог, історик і громадсько-політичний діяч.
Після Другої балканської війни македонські землі були відібрані у Болгарії та поділені між Грецією та Сербією, болгари зберегли лише невеликий район — Піринську Македонію. Під час балканських воєн та Першої світової війни македонське ополчення брало участь у бойових діях на боці Болгарії.
Докладніше: Боротьба за Македонію

## 1920-ті— 1930-ті роки
Після Першої світової війни Македонія опинилася в складі Королівства Сербів, Хорватів і Словенців. На той момент серед македонців уже сформувалося чітке уявлення про сербів як окупантів.
6 травня 1924 у Відні було підписано маніфест Внутрішньої македонської революційної організації, у якому міститься заклик до об'єднання всіх крил македонського визвольного руху та створення «єдиного балканського революційного фронту» в тісній співпраці з Комінтерном. У даному маніфесті виокремлюється македонський народ серед інших балканських народів і, отже, цей акт вважається сьогодні в Республіці Македонія одним з ключових етапів у визнанні окремої македонської нації.
Серед представників інтелектуальної еліти Македонії виділялися два угруповання — власне націоналістів, і тих, хто ідентифікував себе з болгарськими концептами. Та навіть представники націоналістичного дискурсу визнавали, що частина македонців вважала себе болгарами і тому попереду ще чекає тривалий період націєбудування. До найвидатніших представників македонізму цього періоду слід віднести Николу Вапцарова, Антона Попова, Кочо Рацина, учасників Македонського літературного гуртка в Софії. Вони поділяли ідеї комунізму в їх сталіністському розумінні.
9 жовтня 1934 року македонським революціонером Владо Черноземським було здійснено вдалий замах на монарха Королівства СХС Александра І Карагеоргійовича.

## 1945—1991 роки
Під час Другої світової війни землі Македонії були приєднані до Болгарії. Чимало македонських партизанів воювали проти болгарських військ[джерело?].
Після Другої світової Македонія стала однією з республік новоствореної СФРЮ, окремий народ зі своєю мовою визнавався керівництвом Югославії. В 1945 році з'явилася македонська абетка і правопис, в 1952 році — перший роман на літературній македонській мові. Твори македонських письменників стають популярними не тільки в межах своєї республіки, а й загалом в СФРЮ.
Македонізм став трендом, якщо не заохочуваним Тіто, то, принаймні терпимим. В СР Македонія з'явилася своя література і історична наука, де, напевно, найяскравіше було помітно генезу македонського націоналізму. Для македонської історіографії цього періоду було притаманним зображення ворожих ідеологій — болгарського шовінізму, що зображав македонців як частину болгар та панеллінізму, згідно якого македонці — це слов'янізовані греки.
Македоністичні тенденції спостерігалися і в мовознавстві. Блаже Конескі, один з розробників літературної норми, вважав, що ще в ІХ ст. склалась македонська основа мови. Сербізми та болгаризми виникли як наслідок контактів і державної політики цих країн. На його думку, уже в XVI ст. македонська мова значно відрізнялась від мов сусідів.
Для «соціалістичного» македонізму в цілому характерні такі риси:
- ностальгічні переживання за втраченими територіями (особливо за Солунем);
- образ македонця як борця за свободу і землю поступово витісняється образом нової модернізованої Македонії, яка, щоправда, зберігає ореол мученика за віру і національну ідентичність;
- заочна полеміка з великоболгарською історичною парадигмою;
- підкреслення страждань македонців у Болгарії та Греції, де ті утискаються за національною ознакою;
- означення македонської інтелігенції як такої, що сповідує традиції європейської міської культури[4].

## Сучасний македонізм
Якщо для довоєнного македонізму образ ворога — це Сербія, для повоєнного — Болгарія, то нині це місце зайняте Грецією. В 1991 році була проголошена незалежна держава з назвою «Республіка Македонія». Таке найменування спричинило протест з боку Греції, яка визнавала право називатися Македонією лише за древньою Македонією та однойменною провінцією сучасної Греції. В результаті спору між державами в ООН була прийнята країна під назвою «Колишня Югославська Республіка Македонія».
Позиція Греції спричинила хвилю невдоволення серед македонських націоналістів, поширення антигрецьких настроїв у цій балканській країні. Чи не найбільше роздратування в ЗМІ викликає персона Костаса Караманліса, який неодноразово заперечував факт проживання слов'ян-македонців у Греції, а про жителів Македонії говорив як про асимільованих греків.
В сучасній македонській історіографії поширеними є ідеї про Грецію як антислов'янську державу, а грецьку церкву — як провідника еллінізації; прийнятим є заперечення грецького характеру стародавньої Македонії.
Ще одне дражливе питання для македонського суспільства — наявність албанської меншини, що нараховує більше третини від населення держави. В 2001 році тут вибухнув міжнаціональний конфлікт. Наразі македонські націоналісти побоюються загрози сепаратизму і втілення «Великої Албанії». Весною 2017 року в Скоп'є відбувалися масштабні маніфестації македонських націоналістів проти коаліції соціалістів з партією албанської меншини.
Загалом для македонського націоналізму характерний поступовий перехід від громадянського державного патріотизму до традиційного для постюгославських республік етнічного націоналізму.